# Edwin Holmes
Edwin Alfred Holmes (ur. w 1839 w Sheffield, zm. 21 stycznia 1919 w Tottenham) – brytyjski astronom amator. Był członkiem Brytyjskiego Stowarzyszenia Astronomicznego, pisywał regularnie do czasopisma „The English Mechanic and World of Science”.
W nocy z 6 na 7 listopada 1892 roku odkrył kometę okresową 17P/Holmes, za które to odkrycie otrzymał w nagrodę Donohoe Comet Medal Towarzystwa Astronomicznego Pacyfiku.